# The Secret Life of Words
The Secret Life of Words is een Engels gesproken Spaans-Ierse film uit 2005, geschreven en geregisseerd door Isabel Coixet.

## Verhaal
Hanna (Sarah Polley) is een eenzame vrouw die werkt in een textielfabriek. Haar baas spoort haar aan om vakantie te nemen. Tijdens haar vakantie neemt ze een baan aan om als verpleegster op een booreiland zorg te dragen voor Josef (Tim Robbins) die zich verbrand heeft. Op het booreiland ontmoet ze allerlei verschillende mensen en merkt dat het daar een leven op zich is. Ondertussen ontstaat er langzaam een bijzondere band tussen Hanna en Josef.

## Rolverdeling
| Acteur              | Personage    |
| ------------------- | ------------ |
| Sarah Polley        | Hanna        |
| Tim Robbins         | Josef        |
| Javier Cámara       | Simón        |
| Sverre Anker Ousdal | Dimitri      |
| Steven Mackintosh   | Dr. Sulitzer |
| Eddie Marsan        | Víctor       |
| Julie Christie      | Inge         |
| Daniel Mays         | Martin       |
| Dean Lennox Kelly   | Liam         |

## Ontvangst

### Recensies
Op Rotten Tomatoes geeft 69% van de 39 recensenten de film een positieve recensie, met een gemiddelde score van 6,16/10. Metacritic komt tot een score van 68/100, gebaseerd op 11 recensies.

### Prijzen en nominaties
Een selectie:
| Jaar | Prijs                                  | Categorie                | Genomineerde             | Resultaat   |
| ---- | -------------------------------------- | ------------------------ | ------------------------ | ----------- |
| 2006 | Premios Goya (20ste uitreiking)        | Beste film               | The Secret Life of Words | Gewonnen    |
| 2006 | Premios Goya (20ste uitreiking)        | Beste regisseur          | Isabel Coixet            | Gewonnen    |
| 2006 | Premios Goya (20ste uitreiking)        | Beste mannelijke bijrol  | Javier Cámara            | Genomineerd |
| 2006 | Premios Goya (20ste uitreiking)        | Beste origineel scenario | Isabel Coixet            | Gewonnen    |
| 2006 | Premios Goya (20ste uitreiking)        | Beste productiemanager   | Esther García            | Gewonnen    |
| 2006 | Europese filmprijzen (19de uitreiking) | Beste actrice            | Sarah Polley             | Genomineerd |